# Liste der 999 Frauen des Heritage Floor/Anna Maria von Schürmann
Diese Liste beschreibt das Gedeck für Anna Maria von Schürmann auf dem Tisch der Kunstinstallation The Dinner Party von Judy Chicago. Sie ist Teil der Liste der 999 Frauen des Heritage Floor, die den jeweiligen Gedecken auf dem Tisch zugeordnet sind. Die Namen der 999 Frauen befinden sich auf den Kacheln des Heritage Floor, der unterhalb des Tisches angeordnet, zur Kunstinstallation gehört.

## Beschreibung
Die Installation besteht aus einem dreiseitigen Tisch, an dem jeweils 13 historische oder mythologische Persönlichkeiten, somit insgesamt 39 Personen, von der Urgeschichte bis zur Frauenrechtsbewegung Platz finden. Diesen Personen wurde am Tisch jeweils ein Gedeck bestehend aus einem individuell gestalteten Tischläufer, einem individuell gestalteten Teller sowie einem Kelch, Messer, Gabel, Löffel und einer Serviette zugeordnet. Die erste Seite des Tisches widmet sich der Urgeschichte bis zur Römischen Kaiserzeit, die zweite der Christianisierung bis zur Reformation und die dritte von der Amerikanischen Revolution bis zur Frauenbewegung. Jedem Gedeck auf dem Tisch sind weitere Persönlichkeiten zugeordnet, die auf den Fliesen des Heritage Floor, der den Raum unter dem Tisch und die Mitte des Raumes zwischen den Seite des Tisches einnimmt, einen Eintrag erhalten haben. Diese Liste erfasst die Persönlichkeiten, die dem Gedeck von Anna Maria von Schürmann zugeordnet sind. Ihr Platz befindet sich an der zweiten Tischseite.

### Hinweise
Zusätzlich zu den Namen wie sie in der deutschen Transkription oder im wissenschaftlichen Sprachgebrauch benutzt werden, wird in der Liste die Schreibweise aufgeführt, die von Judy Chicago auf den Kacheln gewählt wurde.
Die Angaben zu den Frauen, die noch keinen Artikel in der deutschsprachigen Wikipedia haben, sind durch die unter Bemerkungen angeführten Einzelnachweise referenziert. Sollten einzelne Angaben in der Tabelle nicht über die Hauptartikel referenziert sein, so sind an der entsprechenden Stelle zusätzliche Einzelnachweise angegeben. Bei Abweichungen zwischen belegten Angaben in Wikipedia-Artikeln und den Beschreibungen des Kunstwerks auf der Seite des Brooklyn Museums wird darauf zusätzlich unter Bemerkungen hingewiesen.

### Gedeck für Anna Maria von Schürmann

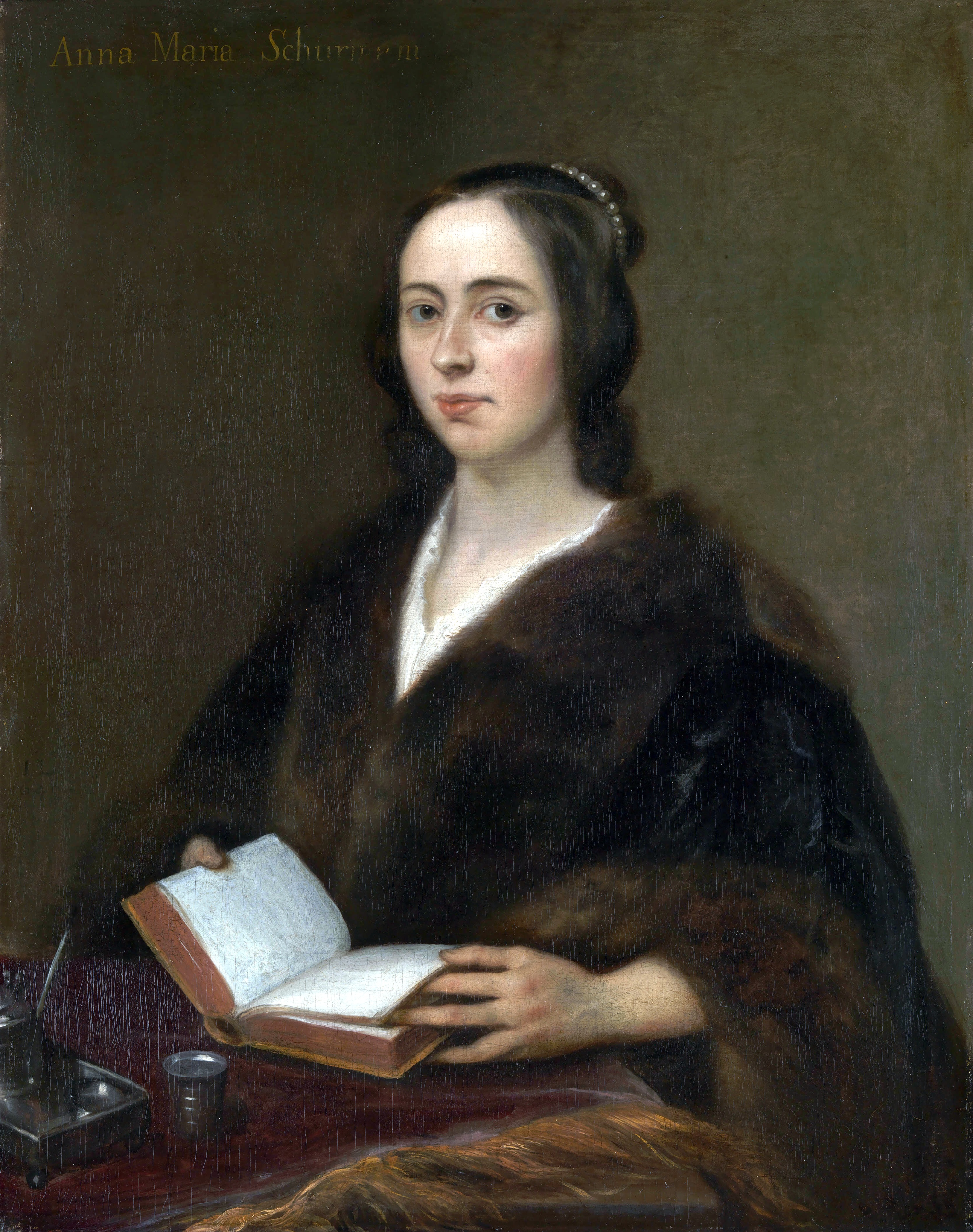
Jan Lievens Portrait of Anna Maria van Schurman

Anna Maria von Schürmann wurde am 5. November 1607 in Köln geboren. Sie war eine niederländische Universalgelehrte und galt zu ihrer Zeit als „der Stern Utrechts“. Für ihre Talente wurde sie weithin bewundert. Ihre Eltern legten großen Wert auf die Bildung nicht nur der Söhne, sondern auch der Tochter Anna Maria. Bereits im Alter von drei Jahren las sie in der Bibel und lernte den Heidelberger Katechismus auswendig. Neben der Ausbildung einer jungen Adligen in der Renaissancezeit wurde sie gemeinsam mit ihren Brüdern vom Vater und Hauslehrern unterrichtet. Nach einem Umzug nach Utrecht und der Bekanntschaft mit bekannten Malern, übte sie sich auch im Malen und wurde in der Kunst des Kupferstechens unterrichtet. Schon als Jugendliche erwarb sie sich den Ruf großer Gelehrsamkeit. Die Familie zog 1623 nach Franeker, kurze Zeit später starb ihr Vater. Ihre Brüder studierten an der Universität. Durch ihren Bruder Johan Gotschalk bekam sie Kontakt zu deren Professoren, da ihr als Frau nicht gestattet war, an den Vorlesungen teilzunehmen. Die Familie kehrte 1626 zurück nach Utrecht und schloss sich der Gemeinde an, deren Presbyter der berühmte Humanist Arnoldus Buchelius war. Mit ihm stand sie in Korrespondenz, zudem bildete sie sich größtenteils autodidaktisch fort. Sie sprach und schrieb mindestens zehn Sprachen, war erfahren in der Stickerei, der Glasmalerei, der Holzschneiderei und Kupferstechkunst, arbeitete als Malerin, besonders als Porträtistin, war eine Virtuosin in der Musik, Dichterin, Geographin, Astronomin, Theologin, Pädagogin, Historikerin, Linguistin und Philosophin.
Die Universität Utrecht wurde im Jahr 1636 gegründet und Schürmann galt zu der Zeit als die gelehrteste Frau Europas. Sie wurde eingeladen, zur Eröffnung Preisgedichte zu verfassen. In diesen prangerte sie an, dass Frauen zu diesen „heiligen Hallen der Gelehrsamkeit“ nicht zugelassen seien. Diese Gedichte wurden zusammen mit den Preisgedichten anderer Gelehrter gedruckt und waren ihre ersten gedruckten Werke. Nach ihren Preisgedichten wurde ihr der Zugang zur Universität ermöglicht, sie durfte an den Vorlesungen und Disputationen aller Fakultäten teilnehmen, musste jedoch hinter einem Vorhang in einem Holzverschlag, unsichtbar für die männlichen Studenten, sitzen. Sie beschäftigte sich mit dem Judentum und dem Islam. Zudem schrieb sie den Koran in Arabisch ab und verfasste eine Grammatik für die Altäthiopische Sprache. Neben den Sprachen galt ihr Interesse der Theologie.
Schürmann begann, Schriften, Briefe und Gedichte zu veröffentlichen. Sie befasste sich mit der Frage der Bildung für Frauen, ihre Schriften fanden weite Verbreitung. Ihre Berühmtheit zog Gelehrte aus ganz Europa an, mit denen sie korrespondierte, die sie besuchten und die Preisgedichte über sie verfassten. Als Künstlerin porträtierte sie mehrere Mitglieder der Universität und wurde 1643 in die Lukasgilde aufgenommen. Von Schürmann motivierte andere Frauen, sich ebenfalls humanistisch zu bilden. Zu den Besuchern gehörte im Jahr 1654 Christina von Schweden, die als Mann verkleidet nach Utrecht gekommen war und sich von Anna Maria von Schürmann als Pallas Athene porträtieren ließ. Nach dem Tod ihrer Mutter im Jahr 1637 führte sie ihrem Bruder Johan Gotschalk den Haushalt. Dank ihres Reichtums hatten sie ein sorgenfreies Leben und sie konnte an seinen Studien teilhaben, da keine andere Universität ihr den Zugang gestattete. Im Jahr 1653 reiste sie zusammen mit ihrem Bruder nach Köln. Dort unterstützten sie zwei Schwestern ihrer Mutter und mussten als Calvinisten ihre Religion im katholischen Köln im Verborgenen leben.
Da Schürmann aus einem frommen, calvinistischem Haus stammte, bestimmte auch die Theologie einen großen Teil ihrer Studien und sie bedeutete für sie vor allem gelebte Frömmigkeit. Nach ihrem Aufenthalt in Köln verstärkte sich in ihr der Wunsch, das Leben dem Glauben zu opfern. Sie schränkte ihre Kontakte ein und zog mit ihrem Bruder und den Tanten nach Lexmond, wo die Familie Land besaß und lebte dort zwei Jahre lang abgeschieden. Sie kehrte nach dem Tod der Tanten und einer überstandenen lebensgefährlichen Krankheit nach Utrecht zurück. Ihr Bruder Johan Gotschalk vermittelte ihr die Bekanntschaft mit Jean de Labadie, den dieser in Genf kennen gelernt hatte, nachdem er 1662 in Basel promoviert hatte. Nach dem Tod von Johan Gotschalk im Jahr 1664 setzte Anna Maria die Korrespondenz fort und Labadie kam 1666 nach Utrecht. Sie begleitete ihn danach auf seinen Predigtreisen. Ihr Haus in Utrecht verkaufte sie 1669 und schloss sich den Labadisten an. Sie widerrief ihre früheren Schriften und wollte sich nur noch der Aufklärung und Gemeindearbeit widmen. Dies sorgte für großes Aufsehen. Mit den Labadisten zog sie nach Amsterdam und weiter nach Herford in Westfalen. Den ersten Teil ihrer Autobiographie Eukleria oder die Erwählung des besseren Teils gab sie 1673 heraus. Labadie starb 1674 in Altona bei Hamburg, und Schürmann wurde die geistige Führerin der Gruppe. Sie zogen ins westfriesische Wieuwerd und fanden auf Walta-State Zuflucht. Dort starb sie 1678 wenige Tage nach Vollendung des zweiten Teils ihrer Autobiographie Eukleria.
Das Gedeck der Anna Maria von Schurmann ist in Orangetönen gehalten. Der Teller weist eine abstrahierte Schmetterlingsform auf, die zu den Rändern zu fließen scheint. Der Tischläufer ist durch viele Rechtecke geteilt. In diesen werden kleine Szenen der Niederländischen Tradition gezeigt. Junge Mädchen mussten an diesen kleinen Rechtecken die winzigen Stiche üben und ihnen wurden so die weiblichen Tugenden wie Fügsamkeit und Gehorsamkeit beigebracht. Nach Chicago waren Mädchen in dieser Zeit so gezwungen, „klein zu denken“. Auf der Rückseite des Tischläufers ist ein gestickter Blumenkorb dargestellt, ein häufiges Motiv niederländischer Stickerei, welches Erneuerung bedeutet. Windmühle, Schiff, Haus und weitere Motive umgeben den Blumenkorb. Die Vorderseite zeigt in einer unteren Bordüre weitere kleine Stickbilder. Der Name Anna Maria von Schürmann hingegen wird von Engeln umgeben, die auf ihre Rolle als religiöse Führerin hinweisen. Der Initial-Buchstabe „A“ wird mit demselben Motiv dekoriert, das sich auch auf dem Teller findet. In ihrem Werk bekämpfte Anna Maria von Schürmann die Beschränkung von Frauen auf die Häuslichkeit. Eines ihrer bekanntesten Zitate ist auf den Läufer in englischer Sprache aufgestickt: „Die Frau hat das gleiche aufrechte Gesicht wie der Mann, die gleichen Ideale, die gleiche Liebe zur Schönheit, Ehre und Wahrheit, den gleichen Wunsch nach Selbstentwicklung, und doch soll sie in einer leeren Seele gefangen sein, deren Fenster geschlossen sind.“
| Name                                      | Schreibweise auf der Kachel | Geburtsdatum | kulturräumliche Zuordnung | Bemerkungen | Bild |
| ----------------------------------------- | --------------------------- | ------------ | ------------------------- | --- | ---- |
| Ann Baynard                               | Anne Baynard                | um 1528      | England                   | Britische Naturphilosophin, die als Vorbild der Frömmigkeit hochgehalten wurde. Sie appellierte besonders an ihr eigenes Geschlecht, sich zu bemühen, sich weiterzubilden.                                                                                                 |      |
| Anna Amalia von Braunschweig-Wolfenbüttel | Anna Amalia                 | 1739         | Sachsen-Weimar-Eisenach   | Prinzessin und Komponistin, wurde durch Heirat Herzogin von Sachsen-Weimar-Eisenach und war von 1758 bis 1775 Regentin von Sachsen-Weimar und Sachsen-Eisenach. Sie verwandelte ihren Hof und ihre Umgebung in das einflussreichste Kulturzentrum Deutschlands.            |      |
| Anne Askew                                | Anne Askew                  | 1521         | England                   | Protestantische Märtyrerin. |      |
| Anne Dacier                               | Anne Dacier                 | 1647         | Königreich Frankreich     | Übersetzerin und Schriftstellerin hugenottischer Abstammung. |      |
| Aphra Behn                                | Aphra Behn                  | 1640         | England                   | Schriftstellerin, Spionin und Feministin. In der englischen Literatur nimmt sie eine einmalige Stellung ein, denn sie war die erste öffentlich auftretende Berufsschriftstellerin Englands und spielte eine bedeutende Rolle bei der Entwicklung des neuzeitlichen Romans. |      |
| Barbara Uthmann                           | Barbara Uttman              | um 1514      | Herzogtum Sachsen         | Unternehmerin im Erzgebirge. |      |
| Bathsua Makin                             | Bathsua Makin               | 1600         | England                   | Frühe Frauenrechtlerin, Lehrerin und Gelehrte, setzte sich für umfassende Bildung von Mädchen und Frauen ein und gründete eine koedukative Schule. |      |
| Bernarda Ferreira de Lacerda              | Bernarda de la Cerda        | 1596         | Königreich Portugal       | Gelehrte, Schriftstellerin und Dramatikerin, deren Fähigkeiten in den Versen der Dichter Manuel de Gallegos und Lope de Vega gefeiert wurden. |      |
| Birgitte Thott                            | Bridget Tott                | 1610         | Dänemark                  | Schriftstellerin, Gelehrte, übersetzte die römischen Klassiker ins Dänische. |      |
| Caritas Pirckheimer                       | Charitas Pirckheimer        | 1467         | Herzogtum Franken         | Sie war eine Verfechterin der Religions- und Gewissensfreiheit und wehrte sich gegen die Zwangseinführung der Reformation in ihrem Kloster. |      |
| Elena Lucrezia Cornaro Piscopia           | Helen Cornaro               | 1646         | Republik Venedig          | Benediktineroblate und Gelehrte. Sie war weltweit die erste Frau, die einen Doktortitel erhielt. |      |
| Glikl bas Judah Leib                      | Glueckel von Hameln         | 1645         | Hamburg                   | Kauffrau, die als erste Frau Deutschlands eine erhalten gebliebene bedeutende Autobiografie schrieb. |      |
| Hannah Woolley                            | Hannah Woolley              | 1621         | England                   | Kochbuchautorin, deren Werke gedruckt wurden. Ihre Bücher befassen sich auch mit allgemeiner Haushaltsführung. |      |
| Hortensia Gugelberg von Moos              | Hortensia von Moos          | 1659         | Schweiz                   | Ärztin, Publizistin, Forscherin und Schriftstellerin aus dem Kanton Graubünden. |      |
| Izabela Czartoryska                       | Isabela Czartoryska         | 1746         | Königreich Polen          | Aristokratin, Kunstsammlerin und Schriftstellerin. Sie gründete Polens erstes Museum, das Czartoryski-Museum in Krakau. |      |
| Jeanne-Marie Bouvier de La Motte Guyon    | Jeanne Marie Guyon          | 1648         | Königreich Frankreich     | bedeutende französische Mystikerin. |      |
| Laura Bassi                               | Laura Bassi                 | 1711         | Bologna                   | Philosophin, erste Universitätsprofessorin Europas für Physik, hatte eine Professur für Philosophie inne. |      |
| Lucretia Marinelli                        | Lucretia Marinelli          | 1571         | Republik Venedig          | Schriftstellerin der Renaissance, hinterfragte die zu dieser Zeit üblichen Argumente gegen weibliche Selbstbestimmung, stellte sich gegen das aristotelische Frauenbild und setzte sich kritisch mit der Schöpfungsgeschichte auseinander.                                 |      |
| Luisa Carvajal y Mendoza                  | Luisa de Carvajal           | 1566         | England                   | Mitglied des spanischen Adels, religiöse Dichterin und Schriftstellerin, die in England die katholische Lehre missionieren wollte. |      |
| Luise Adelgunde Victorie Gottsched        | Luise Gottsched             | 1713         | Kurfürstentum Sachsen     | Schriftstellerin im frühen Zeitalter der Aufklärung. |      |
| Maria Antonia von Bayern                  | Maria Antonia Walpurgis     | 1724         | Kurfürstentum Sachsen     | Prinzessin aus dem Hause der Wittelsbacher, Ehefrau des Kurfürsten von Sachsen, bis zur Volljährigkeit ihres Sohnes Friedrich August Regentin, darüber hinaus Kunstmäzenin, Komponistin, Opernsängerin, Malerin und Dichterin.                                             |      |
| Maria Gaetana Agnesi                      | Maria Agnesi                | 1718         | Herzogtum Mailand         | Mathematikerin und Philanthropin im Zeitalter der Aufklärung. |      |
| María von Ágreda                          | Maria de Agreda             | 1602         | Königreich Kastilien      | Visionärin und Äbtissin des Franziskanerinnenkonvents in Ágreda. |      |
| Marie de Gournay                          | Maria Le Jars de Gournay    | 1565         | Königreich Frankreich     | Schriftstellerin, Philosophin und Frauenrechtlerin. |      |
| Marie de Miramion                         | Marie de Miramion           | 1629         | Königreich Frankreich     | Bekannt für ihre Frömmigkeit und die von ihr gegründeten Organisationen. |      |
| Mary Astell                               | Mary Astell                 | 1666         | England                   | Schriftstellerin, Rhetorikerin, Philosophin, trat dafür ein, Frauen bei gleichrangigen Fähigkeiten dieselben Bildungschancen wie Männern zu gewähren, forderte die Abschaffung der Ungleichheit in der Ehe, gilt als „erste englische Feministin“.                         |      |
| Soror Mariana Alcoforado                  | Marianna Alcoforado         | 1640         | Königreich Portugal       | Nonne und Schriftstellerin, ihr werden die fünf schönsten Liebesbriefe der Welt zugeschrieben, die Portugiesischen Briefe. |      |
| Susanna Lorántffy                         | Susanna Lorantffy           | 1602         | Königreich Ungarn         | Förderin der Reformation und Wohltäterin sowie Ehefrau von Georg I. Rákóczi. |      |

Einzelnachweise
1. ↑  Brooklyn Museum: Anna van Schurman. In: brooklynmuseum.org. Abgerufen am 27. Oktober 2019.